# Europas Grand Prix 1999
Europas Grand Prix 1999 var det fjortonde av 16 lopp ingående i formel 1-VM 1999. Loppet kördes i Tyskland.

## Resultat
1. Johnny Herbert, Stewart-Ford, 10 poäng
2. Jarno Trulli, Prost-Peugeot, 6
3. Rubens Barrichello, Stewart-Ford, 4
4. Ralf Schumacher, Williams-Supertec, 3
5. Mika Häkkinen, McLaren-Mercedes, 2
6. Marc Gené, Minardi-Ford, 1
7. Eddie Irvine, Ferrari
8. Ricardo Zonta, BAR-Supertec
9. Olivier Panis, Prost-Peugeot
10. Jacques Villeneuve, BAR-Supertec (varv 61, koppling)

### Förare som bröt loppet
- Luca Badoer, Minardi-Ford (varv 53, växellåda)
- Pedro de la Rosa, Arrows (52, växellåda)
- Giancarlo Fisichella, Benetton-Playlife (48, snurrade av)
- Mika Salo, Ferrari (44, bromsar)
- Toranosuke Takagi, Arrows (42, snurrade av)
- David Coulthard, McLaren-Mercedes (37, snurrade av)
- Jean Alesi, Sauber-Petronas (35, bakaxel)
- Heinz-Harald Frentzen, Jordan-Mugen Honda (32, elsystem)
- Alessandro Zanardi, Williams-Supertec (10, kollision)
- Damon Hill, Jordan-Mugen Honda (0, elsystem)
- Alexander Wurz, Benetton-Playlife (0, kollision)
- Pedro Diniz, Sauber-Petronas (0, kollision)